# Самець (притока В'язовиці)
Самець — річка в Україні, у межах Іллінецького району Вінницької області. Права притока р. В'язовиця (басейн Південного Бугу). Тече через село Лиса Гора. Впадає у В'язовицю за 7 км від гирла. Довжина — 7,2 км, площа басейну - 28,4 км².